# Sursockovo muzeum
Sursockovo muzeum neboli Muzeum Nicose Ibrahima Sursocka (arabsky ر سرسق) je galérie v Bejrútu v Libanonu. Nachází se na historické ulici Rue Sursock, která byla postavena v 19. století a je zde mnoho vil tehdejších místních slavných rodin.
Muzeum je skvělým příkladem libanonské architektury, která vykazuje italské, zejména benátské, a osmanské architektonické vlivy. Nicolas Ibrahim Sursock, člen jedné z nejvýznamnějších šlechtických rodin Bejrútu, budovu postavil v roce 1912 jako soukromou vilu. Když v roce 1952 zemřel, odkázal ji městu Bejrút. Podle jeho závěti byla přeměněna na muzeum. To bylo otevřeno v roce 1961 výstavou děl současných libanonských umělců. Od té doby se uskutečnilo více než sto výstav. Stálá expozice muzea, jejímž jádrem jsou Sursockovy sbírky, zahrnuje kromě moderního umění také japonské a islámské umění.
Roku 2015 bylo muzeum rozšířeno podzemní přístavbou za 12 milionů dolarů, kterou navrhli francouzský architekt Jean-Michel Wilmotte a libanonský architekt Jacques Abou Khaled. Výstavní plocha byla rozšířena z 1500 m² na 9000 m². Kromě dalších výstavních místností vznikla knihovna, knihkupectví a hudební sál.
V muzeu je sbírka umění z 18., 19. a 20. století. Celkem je tu kolem 5000 exponátů z oblasti malby, sochařství a keramiky. Těžiště sbírky tvoří libanonští umělci, jsou zde však zastoupeni také zahraniční mistři.